# Манастир Илиње (Каблар)
Манастир Илиње (Кабларско), се налази у Овчар Бањи, на брду изнад манастира Благовештења, долази се стазом кроз храстову шуму. Храм манастира Илиње је посвећен Светом пророку Илији.

## Положај и прошлост манастира
Манастир Илиње је део групе Овчарско-кабларских манастира, познатој и као мала Света гора, смештен у Овчарско-кабларској клисури недалеко од града Чачка.
Манастир Илиње су подигли благовештењски монаси за свој метох. Не зна се тачно време изградње манастира, али је темељ раније цркве био много већи него данашње цркве.

## Изглед манастирске цркве
Данашњу манастирску цркву посвећену Светом пророку Илији је обновио у данашњем изгледу Владика Николај Велимировић упоредо са обновом манастиром Преображењем. Црква је завршена и освештена на младог Илију, 1939. године.
Обновљена црквица је мања од претходне, једноставних црта, скромна једнобродна грађевина изграђена је народним прилозима, док је иконостас даривао Владика Жички Николај Велимировић. Слава манастира Илиње је Свети Пророк Илија 2. августа (19. јула по православном календару).
Манастир Илиње за сада није „живи” манастир, односно нема монашког живота.